# Премія «Люм'єр» за найкращий фільм
Премія «Люм'єр» за найкращий фільм (фр. Prix Lumières du meilleur film) одна з премій, яку присуджує французька Академія «Люм'єр» (фр. Académie des Lumières) з 1996 року.

## Переможці та номінанти
Нижче наведено список фільмів-переможців та номінантів премії. Імена переможців виділені окремим кольором. Позначкою ★ відмічено режисерів, які отримали Премію «Люм'єр» за найкращу режисерську роботу.

### 1990-ті
| Рік       | Українська назва    | Оригінальна назва      | Режисер (и)       |
| --------- | ------------------- | ---------------------- | ----------------- |
| 1996 1-ша | Ненависть           | La Haine               | ★ Матьє Кассовітц |
| 1997 2-га | Насмішка            | Ridicule               | ★ Патріс Леконт   |
| 1998 3-тя | Маріус і Жанетт     | Marius et Jeannette    | ★ Робер Гедігян   |
| 1999 4-та | Уявне життя ангелів | La Vie rêvée des anges | ★ Ерік Зонка      |

### 2000-і
| Рік        | Українська назва                          | Оригінальна назва                   | Режисер (и)                      |
| ---------- | ----------------------------------------- | ----------------------------------- | -------------------------------- |
| 2000 5-та  | Жанна д'Арк                               | Jeanne d'Arc                        | ★ Люк Бессон                     |
| 2001 6-та  | На чужий смак                             | Le Goût des autres                  | ★ Аньєс Жауї                     |
| 2002 7-ма  | Амелі                                     | Le Fabuleux Destin d'Amélie Poulain | ★ Жан-П'єр Жене                  |
| 2003 8-ма  | Амінь                                     | Amen.                               | ★ Коста-Гаврас                   |
| 2004 9-та  | Тріо з Бельвіля                           | Les Triplettes de Belleville        | ★ Сільвен Шоме                   |
| 2005 10-та | Хористи                                   | Les Choristes                       | ★ Крістоф Барратьє               |
| 2006 11-та | І моє серце завмерло                      | De battre mon cœur s'est arrêté     | ★ Жак Одіар                      |
| 2007 12-та | Не кажи нікому                            | Ne le dis à personne                | ★ Гійом Кане                     |
| 2007 12-та | Патріоти                                  | Indigènes                           | Рашид Бушареб                    |
| 2007 12-та | Комедія влади                             | L'Ivresse du pouvoir                | Клод Шаброль                     |
| 2007 12-та | Леді Чаттерлей                            | Lady Chatterley                     | Паскаль Ферран                   |
| 2007 12-та | Фландрія                                  | Flandres                            | Бруно Дюмон                      |
| 2008 13-та | Скафандр і метелик                        | Le Scaphandre et le Papillon        | ★ Джуліан Шнабель                |
| 2008 13-та | Життя у рожевому кольорі                  | La Môme                             | Олів'є Даан                      |
| 2008 13-та | Кус-кус і барабулька                      | La Graine et le Mulet               | Абделатіф Кешиш                  |
| 2008 13-та | Персеполіс                                | Persepolis                          | Маржан Сатрапі та Венсан Паронно |
| 2008 13-та | Кімната смерті                            | La Chambre des morts                | Альфред Лот                      |
| 2009 14-та | Клас                                      | Entre les murs                      | ★ Лоран Канте                    |
| 2009 14-та | Ворог держави № 1                         | Mesrine: L'Instinct de mort         | Жан-Франсуа Ріше                 |
| 2009 14-та | Ворог держави №1: Легенда                 | Mesrine: L'Ennemi public n° 1       | Жан-Франсуа Ріше                 |
| 2009 14-та | Різдвяна казка                            | Un conte de Noël                    | Арно Деплешен                    |
| 2009 14-та | Серафіна з Санліса                        | Séraphine                           | Мартен Прово                     |
| 2009 14-та | Допоможи собі сам, тоді Бог тобі допоможе | Aide-toi, le ciel t'aidera          | Франсуа Дюпейрон                 |

### 2010-ті
| Рік        | Українська назва                       | Оригінальна назва                           | Режисер (и)                   |
| ---------- | -------------------------------------- | ------------------------------------------- | ----------------------------- |
| 2010 15-та | Ласкаво просимо                        | Welcome                                     | ★ Філіпп Льоре                |
| 2010 15-та | Пророк                                 | Un prophète                                 | Жак Одіар                     |
| 2010 15-та | В електричному тумані                  | Dans la brume électrique                    | Бертран Таверньє              |
| 2010 15-та | Коко до Шанель                         | Coco avant Chanel                           | Анн Фонтен                    |
| 2010 15-та | Спочатку                               | À l'origine                                 | Ксав'є Джаннолі               |
| 2011 16-та | Про людей і богів                      | Des hommes et des dieux                     | ★ Ксав'є Бовуа                |
| 2011 16-та | Ілюзіоніст                             | L'Illusionniste                             | Сільвен Шоме                  |
| 2011 16-та | Примара                                | The Ghost Writer                            | Роман Полянський              |
| 2011 16-та | Генсбур. Герой і хуліган               | Gainsbourg, vie héroïque                    | Жоанн Сфар                    |
| 2011 16-та | Карлос                                 | Carlos                                      | Олів'є Ассаяс                 |
| 2012 17-та | Артист                                 | The Artist                                  | ★ Мішель Азанавічус           |
| 2012 17-та | Гавр                                   | Le Havre                                    | Акі Каурісмякі                |
| 2012 17-та | Управління державою                    | L'Exercice de l'Etat                        | П'єр Шолле                    |
| 2012 17-та | Недоторкані                            | Intouchables                                | Олів'є Накаш та Ерік Толедано |
| 2012 17-та | Будинок терпимості                     | L'Apollonide : Souvenirs de la maison close | Бертран Бонелло               |
| 2013 18-та | Кохання                                | Amour                                       | ★ Міхаель Ганеке              |
| 2013 18-та | Іржа та кістка                         | De rouille et d'os                          | Жак Одіар                     |
| 2013 18-та | Прощавай, моя королево                 | Les Adieux à la reine                       | Бенуа Жако                    |
| 2013 18-та | Камілла роздвоюється                   | Camille Redouble                            | Ноемі Львовскі                |
| 2013 18-та | Корпорація «Святі мотори»              | Holy Motors                                 | Леос Каракс                   |
| 2014 19-та | Життя Адель                            | La Vie d'Adèle – Chapitres 1 & 2            | ★ Абделатіф Кешиш             |
| 2014 19-та | Піна днів                              | L'Ecume des jours                           | Мішель Гондрі                 |
| 2014 19-та | Набережна Орсе                         | Quai d'Orsay                                | Бертран Таверньє              |
| 2014 19-та | Ренуар. Останнє кохання                | Renoir                                      | Жиль Бурдо                    |
| 2014 19-та | Гранд Централ. Атомне кохання          | Grand Central                               | Ребекка Злотовськи            |
| 2014 19-та | 9 місяців суворого режиму              | 9 mois ferme                                | Альберт Дюпонтель             |
| 2015 20-та | Тімбукту                               | Timbuktu                                    | ★ Абдеррахман Сіссако         |
| 2015 20-та | Дівоцтво                               | Bande de filles                             | Селін Ск'ямма                 |
| 2015 20-та | Сім'я Бельє                            | La Famille Bélier                           | Ерік Лартіґо                  |
| 2015 20-та | Не його стиль                          | Pas son genre                               | Люка Бельво                   |
| 2015 20-та | Святий Лоран. Страсті великого кутюр'є | Saint Laurent                               | Бертран Бонелло               |
| 2015 20-та | 3 серця                                | 3 cœurs                                     | Бенуа Жако                    |
| 2016 21-ша | Мустанг                                | Mustang                                     | ★ Деніз Ґамзе Ерґювен         |
| 2016 21-ша | Горностай                              | L'Hermine                                   | Крістіан Венсан               |
| 2016 21-ша | Діпан                                  | Dheepan                                     | Жак Одіар                     |
| 2016 21-ша | Маргарита                              | Marguerite                                  | Ксав'є Джаннолі               |
| 2016 21-ша | Тепла пора року                        | La Belle Saison                             | Катрін Корсіні                |
| 2016 21-ша | Три спогади моєї юності                | Trois souvenirs de ma jeunesse              | Арно Деплешен                 |
| 2017 22-га | Вона                                   | Elle                                        | ★ Пол Верговен                |
| 2017 22-га | Життя                                  | Une Vie                                     | Стефан Брізе                  |
| 2017 22-га | Людожери                               | Les Ogres                                   | Леа Фенер                     |
| 2017 22-га | Ноктюрама                              | Nocturama                                   | Бертран Бонелло               |
| 2017 22-га | Смерть Людовика XIV                    | La Mort de Louis XIV                        | Альберт Серра                 |
| 2017 22-га | Стояти рівно                           | Rester vertical                             | Ален Гіроді                   |
| 2018 23-тя | 120 ударів на хвилину                  | 120 battements par minute                   | ★ Робен Кампійо               |
| 2018 23-тя | 1+1=Весілля                            | Le Sens de la fête                          | Ерік Толедано та Олів'є Накаш |
| 2018 23-тя | Барбара                                | Barbara                                     | Матьє Амальрік                |
| 2018 23-тя | До побачення там, нагорі               | Au revoir là-haut                           | Альбер Дюпонтель              |
| 2018 23-тя | Сирота                                 | Orpheline                                   | Арно де Пальєр                |
| 2018 23-тя | Фелісіте                               | Félicité                                    | Ален Гоміс                    |
| 2019 24-та | Брати Сістерс                          | Les Frères Sisters                          | ★ Жак Одіар                   |
| 2019 24-та | Аманда                                 | Amanda                                      | Мікаель Ерс                   |
| 2019 24-та | Гі                                     | Guy                                         | Алекс Лутц                    |
| 2019 24-та | Мадемуазель де Жонк'єр                 | Mademoiselle de Joncquières                 | Еммануель Муре                |
| 2019 24-та | Опіканець                              | Pupille                                     | Жанна Еррі                    |

### 2020-ті
| Рік        | Українська назва                     | Оригінальна назва                           | Режисер (и)       |
| ---------- | ------------------------------------ | ------------------------------------------- | ----------------- |
| 2020 25-та | Знедолені                            | Les Misérables                              | ★ Ладж Лі         |
| 2020 25-та | З божої волі                         | Grâce à Dieu                                | Франсуа Озон      |
| 2020 25-та | Офіцер і шпигун                      | J'accuse                                    | Роман Полянський  |
| 2020 25-та | Портрет дівчини у вогні              | Portrait de la jeune fille en feu           | Селін Ск'ямма     |
| 2020 25-та | Боже мій!                            | Roubaix, une lumière                        | Арно Деплешен     |
| 2021 26-та | Те, що ми говоримо, те, що ми робимо | Les Choses qu'on dit, les choses qu'on fait | ★ Еммануель Муре  |
| 2021 26-та | Відчайдушні втікачі                  | Adieu les cons                              | Альбер Дюпонтель  |
| 2021 26-та | Дівчина з браслетом                  | La fille au bracelet                        | Стефан Демустьє   |
| 2021 26-та | Літо’85                              | Été 85                                      | Франсуа Озон      |
| 2021 26-та | Двоє з нас                           | RDeux                                       | Філіппо Менегетті |